# Maliattha lemur
Maliattha lemur är en fjärilsart som beskrevs av Pierre E.L. Viette 1965. Maliattha lemur ingår i släktet Maliattha och familjen nattflyn. Inga underarter finns listade i Catalogue of Life.